# Joanna Sochacka
Joanna Sochacka (ur. 24 lutego 1993 w Limanowej) – polska pianistka, pochodząca z Mszany Dolnej. Doktor sztuki.

## Życiorys
Rozpoczęła naukę gry na fortepianie w wieku 5 lat w Społecznej Szkole Muzycznej I stopnia w Tymbarku w klasie Roberta Rośka i Haliny Waszkiewicz-Rosiek. Kontynuowała naukę w Państwowej Szkole Muzycznej II stopnia w Krakowie w klasie dr. hab. Mariusza Sielskiego. Ukończyła Haute École de Musique de Genève w Szwajcarii (klasa prof. Fabrizio Chiovetty), Akademię Muzyczną im. K. Pendereckiego w Krakowie (klasa prof. Andrzeja Pikula), Akademię Muzyczną im. G. i K. Bacewiczów w Łodzi (studia doktoranckie, klasa dr hab. Hanny Holeksy). W 2023 roku ukończyła studia w Universität für Musik und darstellende Kunst w Grazu w Austrii (klasa prof. Milany Chernyavskiej). W 2021 obroniła doktorat w Akademii Muzycznej im. G. i K. Bacewiczów w Łodzi. 
Doskonaliła umiejętności pod okiem m.in. Dmitrija Baszkirowa, Paula Badury-Skody, Diny Joffe, Akiko Ebi, Kevina Kennera, Anny Malikowej, Andrzeja Jasińskiego, Jury Margulisa, Dmitrija Aleksiejewa, Jean-Marca Luisady, Tatiany Zelikman, Ronana O’Hory, czy Piotra Palecznego.
Jest laureatką międzynarodowych i ogólnopolskich konkursów pianistycznych m.in. 17. Międzynarodowego Konkursu Citta di Padova w Padwie (I nagroda i wszystkie nagrody specjalne-2019). W 2021 roku wydała swoją debiutancką płytę (DUX 1689) z muzyką fortepianową Grażyny Bacewicz. 
Od września 2024 Joanna Sochacka jest artystką firmy Steinway & Sons. TV28 artykuł